# Supermarine Seafire
Il Supermarine Seafire era un aereo da caccia imbarcato ad ala bassa prodotto dall'azienda britannica Supermarine Aviation Works, Ltd negli anni quaranta.
Chiamato così dalla contrazione di Sea Spitfire, era una versione navalizzata del celebre Spitfire precedentemente prodotto dall'azienda ed adattata per operare a bordo delle portaerei britanniche della Royal Navy durante la seconda guerra mondiale.

## Storia del progetto
La prima versione che fu consegnata alla Royal Navy fu la F Ib. Era essenzialmente una versione dello Spitfire Mk Vb dotata di gancio per l'arresto a bordo delle portaerei. Tuttavia si comprese presto che la cellula era troppo fragile per sopportare le violente decelerazioni che l'aereo subiva in atterraggio e a soffrirne era soprattutto la parte di fusoliera nei pressi dei portelloni dei carrelli. Per alleviare questi problemi si montarono dei rinforzi metallici nei punti più deboli e anche i longheroni furono rafforzati. Ulteriori modifiche ed equipaggiamento specifico per il suo ruolo furono attuate sulla versione II, che invece utilizzava la cellula dello Spitfire Mk Vc. Come il 'fratello' Spitfire, anche il Seafire aveva una distanza tra le due ruote troppo breve e ciò poteva causare problemi durante le operazioni sul ponte di volo. Le modifiche portarono allo spostamento del baricentro verso poppa, e ciò ridusse la stabilità dell'aereo a basse velocità. I piloti quindi, durante l'atterraggio, avevano enormi difficoltà a controllare il velivolo ed evitare che stallasse; vi furono numerosi incidenti. In più il Seafire si portava dietro anche i difetti dello Spitfire come ad esempio il corto raggio d'azione che, se per un caccia terrestre non era determinante, per un caccia imbarcato era di enorme importanza. Altre pecche derivate dallo Spitfire erano lo scarso armamento di caduta e la difficoltà che i piloti avevano a compiere ammaraggi di fortuna a causa della cellula poco resistente. In più l'alloggiamento all'interno delle portaerei era difficoltoso poiché le ali non potevano essere richiuse. L'adattamento completo dello Spitfire a caccia imbarcato avvenne con il Seafire F. III. Era lo sviluppo dell' F. II, ma possedeva ali ripiegabili. Fu prodotta anche una versione per le basse quote, la LF.III, equipaggiata con un motore Merlin 55M.

## Impiego operativo
Il Seafire possedeva prestazioni a basse quote superiori rispetto a quelle del caccia imbarcato giapponese A6M5 Zero, tuttavia rispetto ai pari ruolo statunitensi F6F Hellcat e F4U Corsair era meno armato e robusto. Nelle versioni successive il Seafire montò il nuovo e più potente motore Rolls-Royce Griffon che ne aumentò le prestazioni.

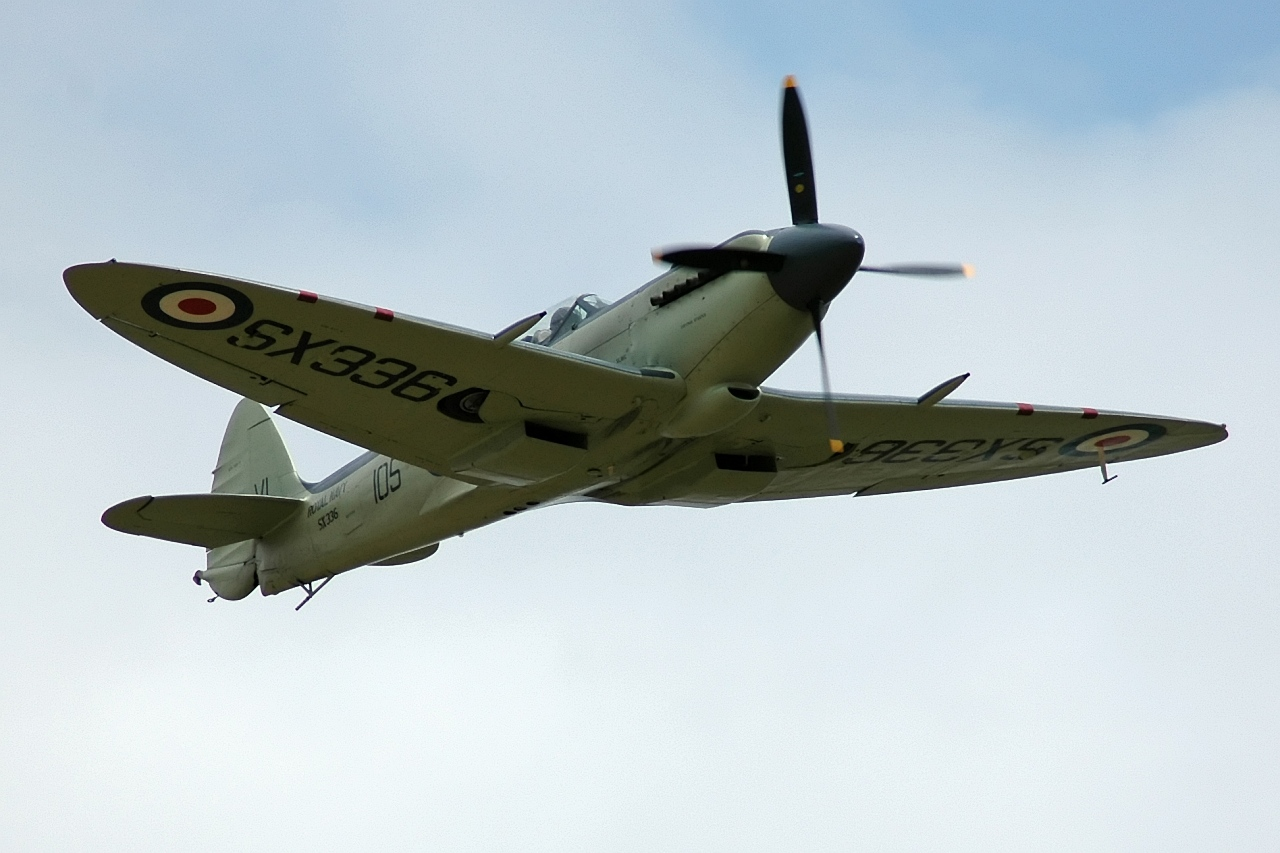
Un Supermarine Seafire F. XVIII (SX336) ancora in condizioni di volo durante un airshow.

 I primi Seafire furono impiegati nell'Operazione Torch durante lo sbarco alleato in Nord Africa, ma la maggior parte degli scontri che li videro come protagonisti si svolsero durante le campagne militari in Estremo Oriente, dove operavano con l'887° e l'894° Squadron della Fleet Air Arm a bordo della HMS Indefatigable, che raggiunse il resto della flotta britannica in oriente alla fine del 1944. Furono utilizzati soprattutto con il ruolo di CAP 
(Combat Air Patrol) - crociera di sorveglianza. Fu scelto proprio il Seafire perché era il caccia con le migliori prestazioni ad alta quota e una minore capacità di carico rispetto agli altri aerei che la Fleet Air Arm aveva in servizio (Hellcat e Corsair). In questo ruolo il Seafire fu decisivo nella lotta contro i Kamikaze giapponesi, soprattutto durante la battaglia presso l'isola di Iwo Jima. Il 15 agosto 1945 fu il giorno più glorioso per i Seafire che abbatterono 8 aerei nemici e ne persero solo uno. Durante la campagna in Oriente l'887° Squadron dichiarò di aver abbattuto 12 aerei, mentre l'894° ne dichiarò 10 (più due ulteriori ottenuti prima della partenza per la Norvegia). Il pilota con più abbattimenti a bordo del Seafire fu il Sottotenente R.H. Reynolds DSC dell'894° Squadron con 5 vittorie ottenute nel biennio 1944/45.
Anche l'Irish Air Corps utilizzò i Seafire nel dopoguerra, benché non disponesse di portaerei. I caccia erano stanziati a Baldonnel ed erano utilizzati come normalissimi Spitfire, a cui venivano chiuse le ali al momento di riporli negli hangar. Un tentativo di riciclare un motore Merlin di un Seafire incidentato fu fatto negli anni cinquanta sostituendolo al motore Bedford di un carro armato Mk IV Churchill, ma l'esperimento fallì.

## Utilizzatori

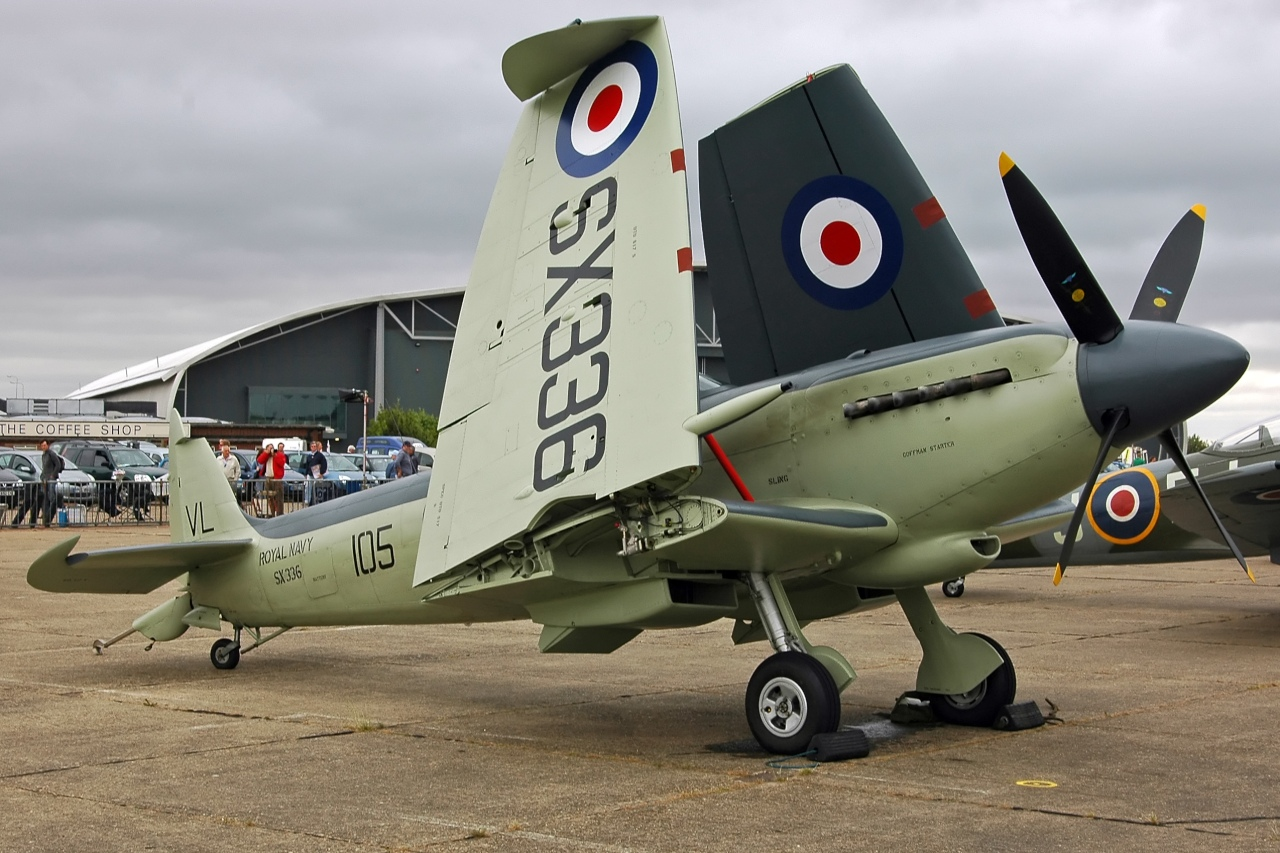
Uno Seafire F.XVII (SX336) con le ali ripiegate in mostra durante un airshow.

Canada
- Royal Canadian Navy

 Francia
- Aéronautique navale

 Irlanda
- Aer Chór na hÉireann

 Regno Unito
- Fleet Air Arm

## Sviluppi correlati
- Supermarine Spitfire
- Supermarine Seafang

## Velivoli comparabili
- Hawker Sea Hurricane